# Багеровские каменоломни
Багеровские каменоломни — подземные каменоломни в окрестностях города Керчь, у посёлка Багерово (укр. Багерове, крымскотат. Bagerovo). Добыча камня велась с XIX века вплоть до 1970-х годов. Кроме подземных выработок имеются и многочисленные открытые карьеры и отвалы породы.

## Описание
Багеровская группа каменоломен была основана для добычи пильного камня-известняка. Наибольшие подземные каменоломни имеют входы в крупном карьере, который расположен к северу от центра посёлка. В северо-восточной части этой выемки находятся входы в каменоломню Багеровская-2, в её южной стене — входы в несколько небольших выемок, некоторые из которых являются отрезанными в ходе позднейшей разработки галереями большой каменоломни Багеровская-1. Один из главных входов в неё также расположен в южном скате карьера. В 100 м к западу находится ещё один неглубокий старый карьер, в борту которого расположен вход в относительно небольшую каменоломню Багеровская-3 и несколько отдельных коротких штолен.
Каменоломни были обследованы клубом «Поиск». В настоящее время в связи с разрушением породы и большим числом обвалов посещение каменоломен неподготовленными экскурсантами представляет опасность.

### Каменоломня Багеровская-1
Наибольшая каменоломня группы, протяжённость которой составляет свыше 18000 м. Ширина разработки по фронту более 1200 м, максимальная проходка вглубь массива в восточной части до 250 м и постепенно выклинивается к западу. В восточной части отгрузка камня велась через шахтный ствол. В западной части разработка велась уступами, имеются участки с двумя ярусами. Средняя высота выработок около 4 м. Средняя часть выработки характеризуется местной ярусностью, в ней встречаются двухэтажные участки. Высота потолков иногда достигает 8 м, добыча тут велась в 2-3 уступа. Западная часть главного яруса сильно расширена позднейшими допилами, вследствие чего тут имеются залы высотой до 8 — 10 м, с небольшим числом целиков. Старейшие из шахтёрских граффити с датами сделаны в 1898 и 1900 годах.

### Каменоломня Багеровская-2
Это вторая по размерам каменоломня, она находится в восточном борту карьера. Состоит из двух самостоятельных выработок разных периодов, которые расположены на разных ярусах. Они соединены между собой сбойками и многочисленными шурфами. Нижняя каменоломня, т. н. «Шахта 1934 года» была пройдена ручной пилкой в 1930-х годах, а верхняя, более поздняя, т. н. «Винокурня» машинной пилкой. Вход в «Шахту 1934 года» расположен в северо-восточном углу карьера. Местами разработка шла в 2-3 уступа и высота выработок значительна — до 8 и более метров. Одна из надписей на стене указывает дату начала разработки — 19 января 1934 года. В шахте действовал подъём по шахтным стволам, на что указывают некоторые технологические надписи. В выработках находятся конические кучи тырсы, оставшейся от пиления известняка и боя камня, которые образовались под шурфами, идущими из Винокурни. При её разработке через них сбрасывали мусор, что решало задачу утилизации отходов пиления. Этому способствовала незначительная толщина перемычки между выработками, составляющая не более 1 м. Вход в «Винокурню» так же в восточном борту карьера. Здесь выработка имеет два яруса. Добыча тут велась с конца 1930-х до середины 1960-х годов. В нижней части выработки имеются надписи с датами 1965 года. Длина обоих ярусов каменоломни предположительно может достигать 5000 м.

### Каменоломня Багеровская-3
Она расположена в южном борту небольшого карьера, который находится к западу от основного. Это относительно небольшая выработка, длина ходов которой составляет примерно 200 м.

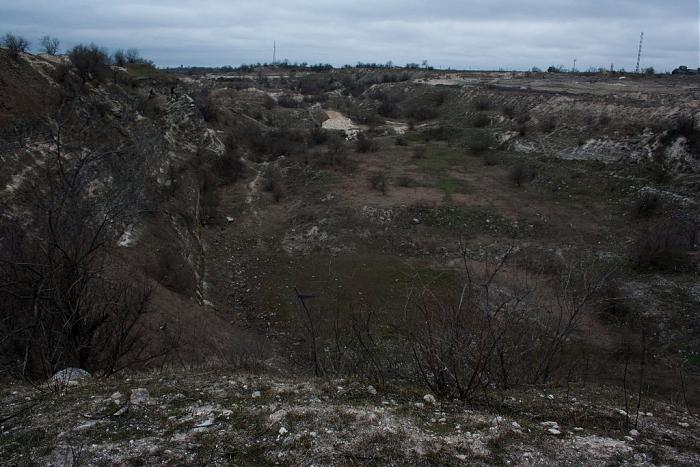
Входная выемка
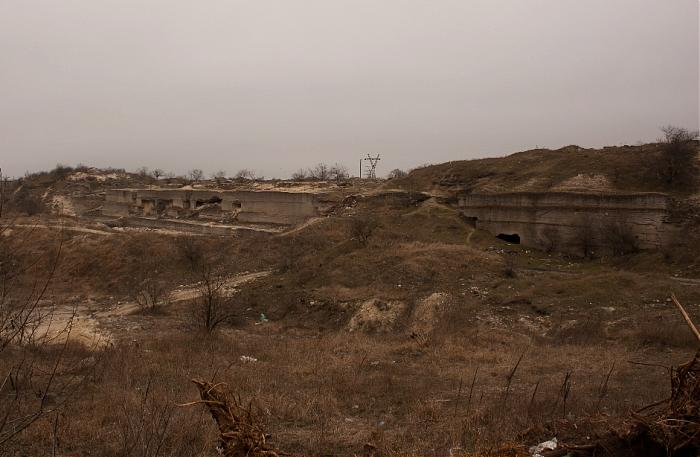
Входы
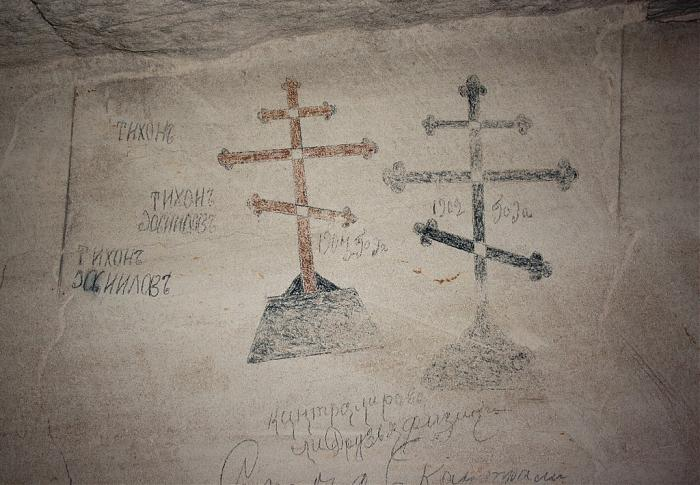
Граффити 1902 года
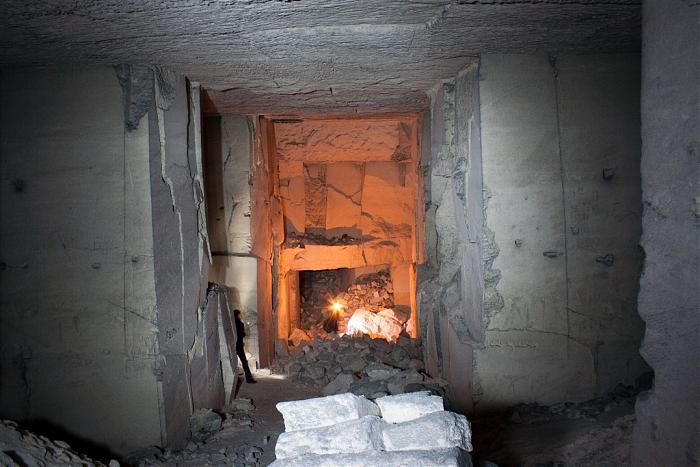
Ярусы
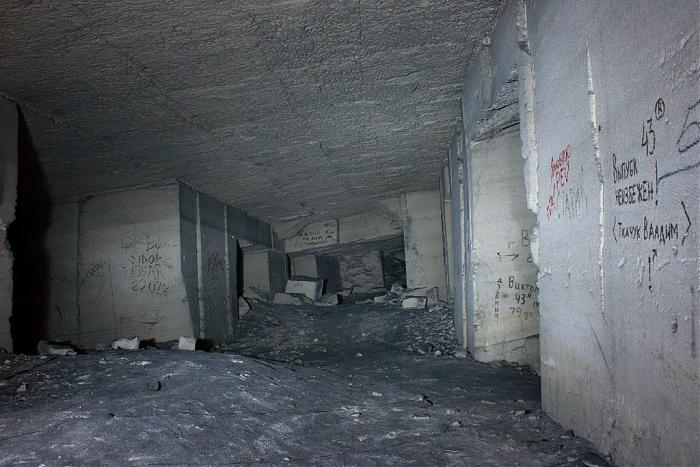
Выработки

### Каменоломня Багеровская-4
Входы в эту каменоломню расположены в верхней части обрывистого юго-восточного борта восточной выемки. Выработка уходит вглубь склона на 10-20 м. Далее проходы между целиками завалены обрушившейся породой. Возможно, выработка была частично срыта карьером. Этот фрагмент расположен достаточно высоко над подошвой карьера. Возможно, что это верхний, относительно главного, ярус каменоломни. Состояние остальной части ходов этого яруса неизвестно. Предположительно, они находятся в сильной стадии разрушения или полностью обрушены.
Восточнее посёлка, по данным керченского клуба «Набат», существует ещё несколько подземных каменоломен, которые пока не обследованы.

## История

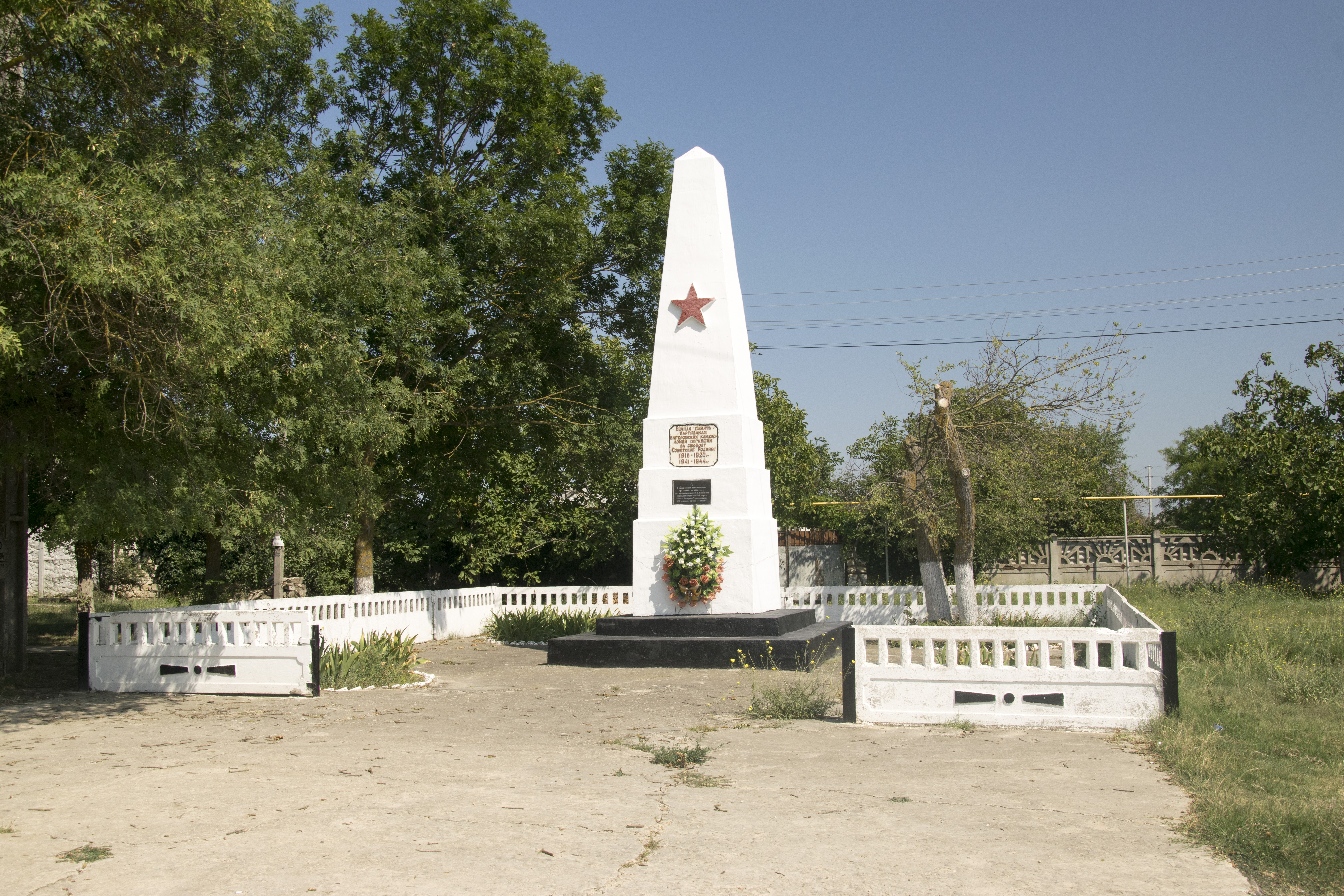
Багерово. Братская могила советских воинов и партизан 1918—1920 гг., 1941—1945 гг. Надпись на табличке: «В Багеровских каменоломнях с 24.10.1943 по 5.4.1944 под командованием С. Е. Паринова сражался партизанский отряд „Шахта Багерово“ в количестве 850 человек, из них 137 детей»

### Партизанский отряд «Шахта Багерово»
Отряд был сформирован в Багеровских каменоломнях. Подготовка велась с мая 1943 года группой патриотов 12-15 человек. Были созданы запасы продовольствия, воды, боеприпасов. Партизанский отряд приступил к боевой деятельности 24 октября 1943 года. В его составе были железнодорожники, колхозники, окруженцы и бежавшие военнопленные — всего около 240 человек. В каменоломни ушло также много мирных жителей посёлка Багерово. Командирование отряда состояло из числа военнослужащих РККА: командир отряда Паринов С. Е., комиссар Белов, начальник штаба Ларионович Владимир, старшина Галаганенко П. Д. На вооружении отряда имел: 2 ручных пулемета, 3 автомата, 45 винтовок, 3 винтовки СВТ, 8 карабинов, ручные гранаты. Как взрывчатка использовались авиабомбы. Отряд совершал диверсионные действиях на железнодорожной станции Багерово. Был взорван артиллерийский склад на станции Нижегорское и склады взрывчатки в посёлке Багерово. Вывели из строя 5 паровозов, подрывом мин в топках. Уничтожили 30 солдат и офицеров противника. Оккупанты замуровали и заблокировали основные входы в Багеровские каменоломни, в отряде начался голод. Ворвавшись 5 марта 1944 года в каменоломни противник уничтожил отряд, погибло 220 партизан.